# Salix haoana
Salix haoana är en videväxtart som beskrevs av Fang. Salix haoana ingår i släktet viden, och familjen videväxter. Inga underarter finns listade i Catalogue of Life.